# 화생방특수임무단
화생방특수임무단은 화학, 생물전, 방사능 등의 특수한 상황에서의 특수 작전이 가능한 국군화생방방호사령부 산하 대한민국 국군 특수부대로, 서울특별시 서초구에 주둔하고 있다.

## 역사
윤석열 정부가 러시아의 우크라이나 침공의 영향으로 2022년 하반기에 테러 위협이 커칠 것으로 보고, 대테러 활동 6개 중점 과제 중에서 핵무기와 대량살상무기에 대한 대응 능력을 갖추기 화생방특수임무단을 창설하기로 결정하였다.
제21, 24화생방특수임무대대의 대대 본부를 해체하고 각 대대의 중대를 한 개의 부대 안에 두는 편제로 정했다. 화생방특수임무단은 2022년11월 일에 창설되었다.

## 참고
1. ↑  “정부 “테러 위협 증가 우려…위기 조기경보 유지·화생방특임단 창설””. 2024년 12월 11일에 확인함.
2. ↑  국방일보. “비상하는 ‘삼족오’처럼…국가방위 공헌 굳은 다짐”. 2024년 12월 11일에 확인함.